# Швейцария на летних Олимпийских играх 1988
Швейцария принимала участие в Летних Олимпийских играх 1988 года в Сеуле (Корея) в двадцать первый раз, и завоевала две серебряные и две бронзовые медали. Сборная страны состояла из 99 спортсменов (72 мужчины, 27 женщин).

## Медалисты
| Медаль  | Спортсмен                                                               | Вид спорта           | Дисциплина                    |
| ------- | ----------------------------------------------------------------------- | -------------------- | ----------------------------- |
| Серебро | Беат Шверцман Ули Боденман                                              | Академическая гребля | Мужчины, двойки парные        |
| Серебро | Отто Йозеф Хофер Кристин Штюкельбергер Даниэль Рамзайер Самуэль Шацманн | Конный спорт         | Выездка, командное первенство |
| Бронза  | Кристин Штюкельбергер                                                   | Конный спорт         | Выездка, личное первенство    |
| Бронза  | Вернер Гюнтёр                                                           | Лёгкая атлетика      | Мужчины, толкание ядра        |